# Zinder III
Zinder III ist eines der fünf Arrondissements der Stadt Zinder in Niger.

## Geographie
Zinder III liegt im Norden der Stadt. Es grenzt im Osten an das Arrondissement Zinder II und im Südwesten an das Arrondissement Zinder IV. Die angrenzenden Landgemeinden sind Dakoussa im Norden und Tirmini im Nordwesten.
Das Arrondissement ist in ein urbanes und ein ländliches Gebiet geteilt. Das urbane Gebiet ist in mehrere Stadtviertel gegliedert und im ländlichen Gebiet gibt es mehrere Dörfer und Weiler.
Die Stadtviertel sind:
- Ali Yaro
- Alkali
- Djaguindi I
- Jaguindi
- Gawan Wali
- Hippodrome
- Manzo
- Tambari
- Toudoun Djamouss

Die Dörfer sind:
- Banguia
- Bani Agama
- Dorohi
- Garin Bardeï
- Guidan Kankia
- Kagna Garin Daoudou
- Kaouboul
- Keltafideck
- Madatey
- Malan Amar
- Sarkin Gabari

Die Weiler sind:
- Bani Tajaye
- Doussaram
- Garin Aréwa Kaouboul
- Garin Elh Maman Issa
- Garin Gangaram
- Garin Grand
- Garin Kaila
- Garin Malam Abdou
- Garin Samiya
- Garin Samya
- Garin Toudou
- Garin Wanzam
- Garin Yama
- Itchan Goro
- Janroua
- Katahou
- Kotchambari
- Madatey Garin Mahaman
- Makoïssa
- Makoïssa Kaouboul
- Mokoro
- Sansanwa
- Sawaya
- Toudou Kaya
- Zongouna Baguirmi[2]

## Geschichte
Die Verwaltungseinheit Zinder III wurde 2002 als Stadtgemeinde (commune urbaine) gegründet, als die Stadt Zinder in einen Gemeindeverbund (communauté urbaine) aus fünf Stadtgemeinden umgewandelt wurde. Im Jahr 2010 gingen aus den Stadtgemeinden Zinders die fünf Arrondissements hervor.

## Bevölkerung
Bei der Volkszählung 2012 hatte Zinder III 55.995 Einwohner, die in 9260 Haushalten lebten. Bei der Volkszählung 2001 betrug die Einwohnerzahl 38.761 in 6613 Haushalten.

## Politik
Der Bezirksrat (conseil d’arrondissement) hat 12 Mitglieder. Mit den Kommunalwahlen 2020 sind die Sitze im Bezirksrat wie folgt verteilt: 8 RDR-Tchanji und 4 PNDS-Tarayya.

## Infrastruktur
In Zinder III befindet sich das 25 Hektar große Areal der André-Salifou-Universität Zinder.